# AW II
AW II (Automatic Writing II) è il secondo lavoro degli Ataxia gruppo formato da John Frusciante, Josh Klinghoffer e Joe Lally. È uscito nel 2007 nonostante il gruppo si sia mantenuto solo per il 2004 e contiene vari pezzi registrati e preparati durante la registrazione di Automatic Writing.

## Tracce
1. Attention – 11:46
2. Union – 4:39
3. Hands – 4:09
4. The Soldier – 10:03
5. The Empty's Response – 6:18

## Formazione
- John Frusciante - chitarra, sintetizzatori e voce
- Joe Lally - basso, voce
- Josh Klinghoffer - batteria, voce